# Olivone

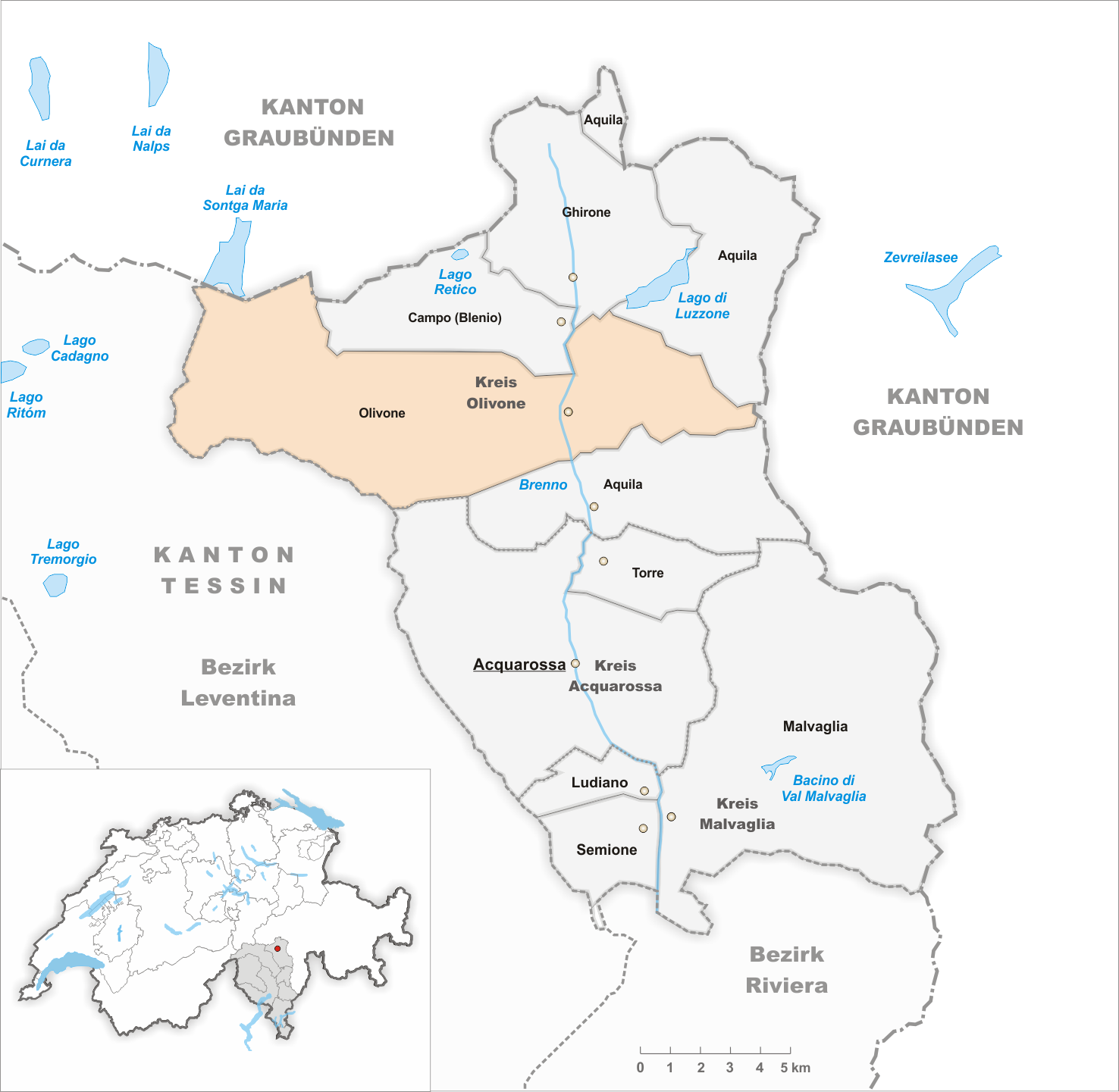
Gemeindestand vor der Fusion am 22. Oktober 2006

Olivone, historisches Luftbild von 1923, aufgenommen aus 2200 Metern Höhe von Walter Mittelholzer

Olivone, im alpinlombardischen Ortsdialekt Rivöi [riˈvøj] (rätoromanisch Luorschaⓘ), ist eine Ortschaft im oberen Bleniotal im Schweizer Kanton Tessin. Früher eine selbständige politische Gemeinde, ist sie heute Teil der Gemeinde Blenio im Kreis Olivone im Bezirk Blenio.

Werner Friedli (Fotograf): Marzano, historisches Luftbild (1953)

## Geographie
Olivone liegt im oberen Bleniotal. Das Gebiet der ehemaligen Gemeinde umfasst die Fraktionen Marzano, Scona, Sommascona, Camperio, Acquacalda und das Valle Santa Maria, durch das einer von zwei Armen des Brenno fliesst. Olivone liegt an der Strasse zum Lukmanierpass, der das Bleniotal mit dem Bündner Oberland verbindet.
Nachbargemeinden waren von Nordwesten aus im Uhrzeigersinn Medel (Lucmagn) im Kanton Graubünden, Campo (Blenio), Ghirone, Aquila und Acquarossa im Tessiner Bezirk Blenio sowie Faido, Campello, Calpiogna, Mairengo, Osco und Quinto im Bezirk Leventina, ebenfalls Kanton Tessin. Ganz im Osten grenzte Olivone über eine kurze Strecke an die Bündner Gemeinde Vals.
Die Form des Berges im Wappen entspricht genau derjenigen der Westflanke des Berges im Nordosten des Dorfes, des Sosto.

## Geschichte
Olivone wurde erstmals 1193 als Alivoni erwähnt. Die Bedeutung des Ortsnamens ist ungeklärt.
Die Ortschaft wurde im Hochmittelalter erst von der Familie da Torre (bis 1182), später von der Familie da Locarno beherrscht. Ein Aufstand der Bürger von Olivone und Acquarossa 1213 erreichte, dass die Orte durch einen Statthalter aus der fernen Lombardei regiert wurden. Das örtliche Gewohnheitsrecht wurde 1237 und 1474 schriftlich festgehalten. Die Wirtschaft basierte jahrhundertelang auf dem Passverkehr und der Landwirtschaft, profitierte aber auch schon früh von den Auswanderern und seit dem 19. Jahrhundert vom Tourismus.
Die Dörfer Scona und Sommascona bildeten seit dem Mittelalter eine der drei degagne im Patriziato interno von Olivone. Die Kapelle San Colombano von Scona wird 1205 erstmals erwähnt. 1567 gab es in Scona 28 Haushaltungen; 1920 zählte der Ort 79 Einwohner.
Am 25. Januar 2005 beschloss das Tessiner Kantonsparlament, die fünf Gemeinden des oberen Bleniotals – neben Olivone auch Aquila, Campo (Blenio), Ghirone und Torre – zur neuen Gemeinde Blenio zusammenzuschliessen. Dieser Plan wurde durch eine Beschwerde der Gemeinde Aquila verzögert, doch nachdem das Bundesgericht im April 2006 die Beschwerde abgewiesen hatte, war der Weg zur Fusion frei. In Olivone, der grössten der fünf Fraktionen, wurden die zentralen Einrichtungen wie Gemeindekanzlei und Schule konzentriert.
Die bisherige Ortsbürgergemeinde Olivone, Campo und Largario blieb auch nach der Fusion der Einwohnergemeinden bestehen.

## Bevölkerung
Einwohnerzahlen: Volkszählungsdaten  1960: Bau Luzzone-Stausee

## Sehenswürdigkeiten
Das Dorfbild ist im Inventar der schützenswerten Ortsbilder der Schweiz (ISOS) als schützenswertes Ortsbild der Schweiz von nationaler Bedeutung eingestuft.
- Pfarrkirche San Martino, erstmals erwähnt 1136[11][12]
- Die hie und da anzutreffenden Paläste im oberen Bleniotal sind eine Folge der Rückkehr von erfolgreichen Auswanderern
- Die neoklassische Residenz Il Centralone im Ortsteil Chiesa beispielsweise, ein ehemaliger Sommersitz der Tessiner Regierung, wurde vom Anwalt Carlo Poglia (1793–1877) erbaut, ein im Ausland zum Tod verurteilter Holzhändler und Staatsrat, der nach seinem Exil ins Bleniotal zurückkehrte und erneut Grossrat wurde[12]
- Die Casa Piazza gegenüber entwarf 1868 der Mailänder Architekt Luigi Savoia für Vincenzo Piazza (1816–1875), einen der bekanntesten Chocolatiers Mailands[12]
- Ca’ da Rivoi (Museum) (15. Jahrhundert), neue Flügel (1998/2000), Architekt: Raffaele Cavadini[13]
- Bronzebüste (1898) von Plinio Bolla (1859–1896)[14], Bildhauer Antonio Soldini[12]
- An der Lukmanierstrasse stand das Hospiz in Camperio; die Kapelle wird 1303 erwähnt, ein Hospiz 1389, als Filiale desjenigen von Casaccia. 1476 hiess es Kloster der heiligen Barnaba und Defendente und wurde von einem Prior und mehreren Brüdern des Humiliatenordens geleitet. Die vicinìa von Olivone besass dort 1478 das Patronatsrecht. 1478 wurde das Hospiz dem Ospedale Maggiore (Mailand) angeschlossen.[15]
- Schalenstein im Ortsteil Rialpwald über Campra di Là (1480 m ü. M.)[16]

## Bilder

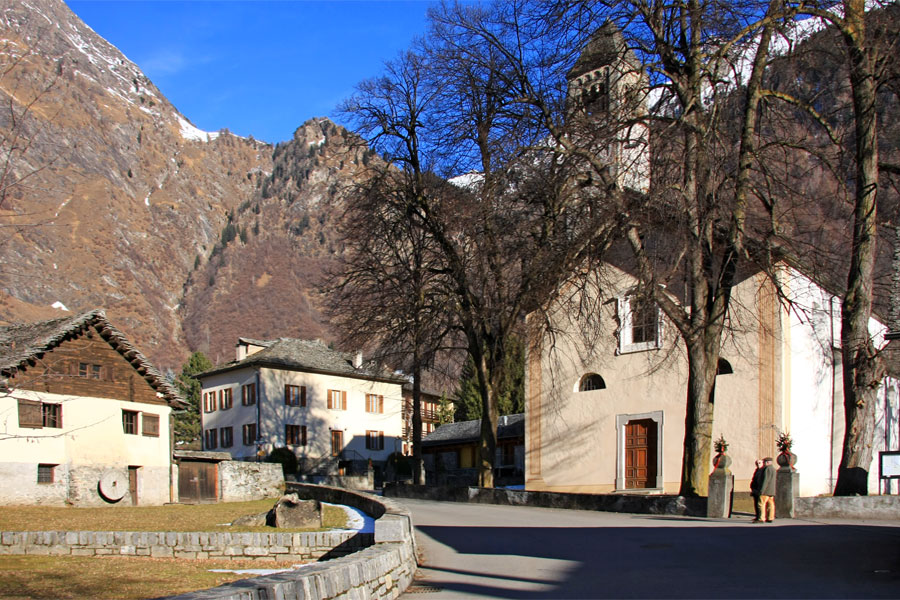
Kirche San Martino
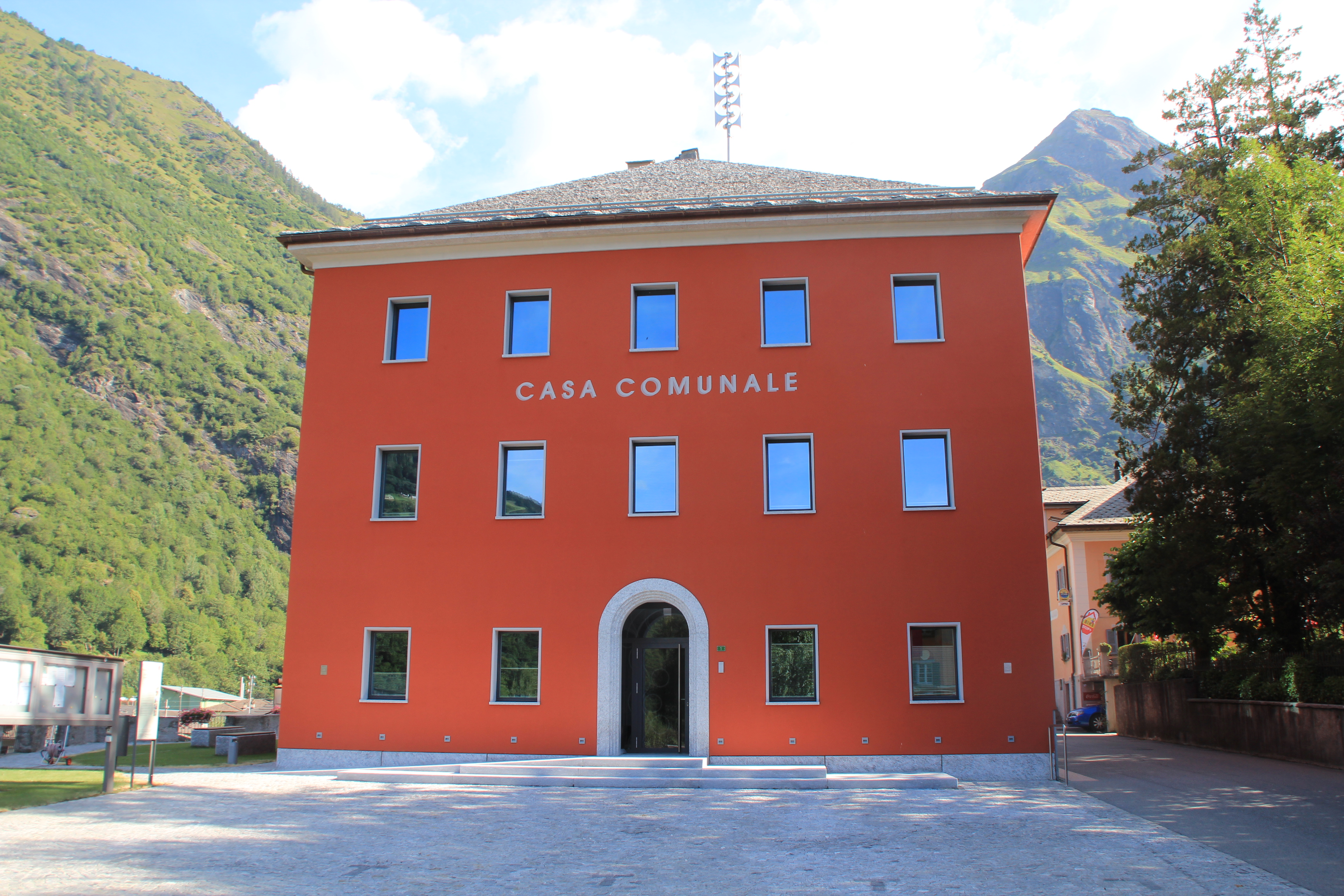
Gemeindehaus
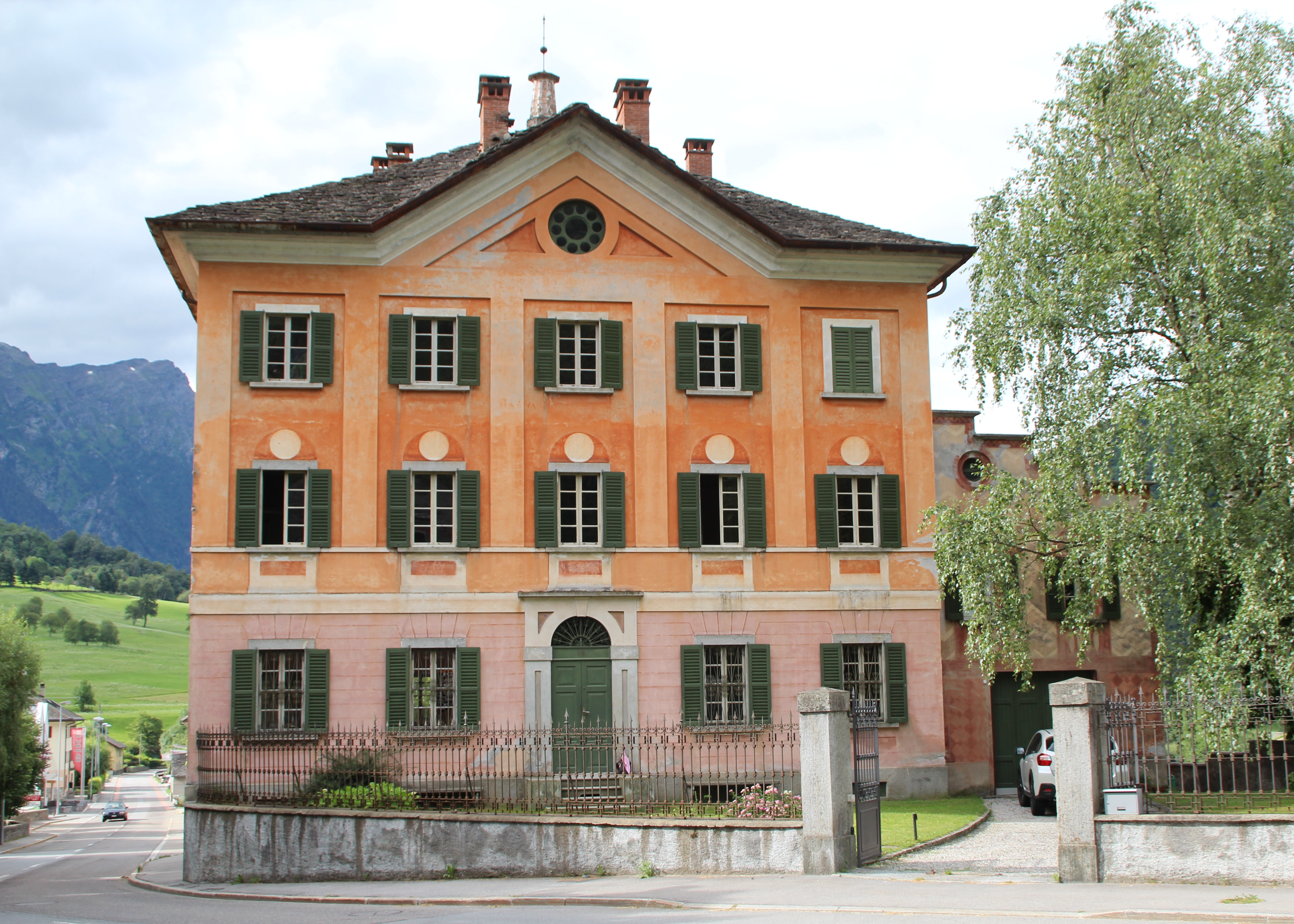
Casa Piazza, 1868

## Hütten für Alpinwanderer
- Adula-Hütte CAS[17]
- Adula-Hütte UTOE[18]
- Bovarina-Hütte[19]
- Dötra-Hütte[20]
- Gorda-Hütte[21]
- Michela-Motterascio-/Greina-Hütte[22][23]
- Prou-Hütte[24]
- Quarnei-Hütte[25]
- Scaletta-Hütte[26]
- Scaradra di sopra-Hütte[27]